# King Edward (berg)
King Edward (Mountain King Edward) is een berg aan de kop van de Athabascarivier in het nationaal park Jasper in Canada. King Edward maakt deel uit van het Columbia-ijsveld.
King Edward ligt op de grens van de provincies Alberta en British Columbia op de Continental Divide, een waterscheiding die van Alaska, door Canada en de Verenigde Staten naar Mexico loopt, grotendeels over de Rocky Mountains.
King Edward ligt op 5½ km afstand van de op een na hoogste berg van de Canadese Rocky Mountains, de Columbia. De berg kreeg zijn naam in 1906 van Mary Schaffer die hem vernoemde naar koning Eduard VII van het Verenigd Koninkrijk.
De berg King Edward moet niet verward worden met de piek King Edward, eveneens in Alberta, Canada, even ten noorden van de Amerikaanse grens. Die piek is 2789 meter hoog en is eveneens naar King Edward VII genoemd.